# ارکان ییلدیز
ارکان ییلدیز (به ترکی استانبولی: Ercan Yıldız؛ زادهٔ ۲۹ مهٔ ۱۹۷۴) کشتی‌گیر بازنشستهٔ اهل ترکیه در دستهٔ ۵۴ کیلوگرم کشتی فرنگی است.